# Piosenki francuskie
Francuskie piosenki – album Ireny Jarockiej wydany pośmiertnie w 2012 roku. Swoje ulubione francuskie piosenki z okresu 5-letnich studiów w Paryżu Irena Jarocka nagrała w studiu Polskich Nagrań w 1992 roku, jednak płyta z nagraniami nigdy nie ukazała się w Polsce. Jej wydanie miało miejsce w Stanach Zjednoczonych pt. "My french favorites". Na fortepianie towarzyszy artystce Włodzimierz Nahorny, który jest również autorem aranżacji wszystkich piosenek.

## Lista utworów
1. L’eté 42 / Lato 42 (Michel Legrand – Jean Drejac)
2. Les moulins de mon coeur / Młyny mojego serca (Alan Bergman & Michel Legrand – Eddy Marnay)
3. Mon homme / Mój mężczyzna (Albert Willemetz – Jacques Charles)
4. Dis-moi / Powiedz mi (Michel Legrand – Françoise Sagan)
5. Ne me quitte pas / Nie opuszczaj mnie (Jacques Brel)
6. Les parapluies de Cherbourg / Parasolki z Cherbourga (Michel Legrand – Jean Demy)
7. Les feuilles mortes / Martwe liście (Joseph Kosma – Jacques Prevért)
8. La maison sous les arbres / Dom pod drzewami (Gilbert Bécaut – Pierre Delanoe)
9. La valse des lilas / Walc bzów (Michel Legrand & Eddie Barclay – Eddy Marnay)
10. Plaisir d'amour / Zauroczenie miłością (Jean Paul Egide Martini)